# Főszékesegyházi főesperesség (Kalocsa)
A Főszékesegyházi főesperesség a Kalocsa-Kecskeméti főegyházmegye egyik főesperessége. Székhelye Kalocsa.

## Területi beosztás
A főesperesség két esperesi kerületre tagozódik:

### Kalocsai kerület
- Alsómégy plébánia
- Állampuszta (Harta) lelkészség
- Dunapataj plébánia
- Dunaszentbenedek plébánia
- Foktő plébánia
- Géderlak plébánia
- Homokmégy plébánia
- Harta plébánia
- Kalocsai plébániák:
  - Főszékesegyházi plébánia
  - Szent István (Jezsuita) plébánia
  - Szent Péter (Szőlőhegy) plébánia
  - Szent Imre (Eperföld) plébánia
  - Szent József (zárda) plébánia
- Ordas lelkészség
- Öregcsertő plébánia
- Szakmár plébánia
- Újtelek plébánia
- Uszód plébánia

### Keceli kerület
- Akasztó plébánia
- Bócsa plébánia
- Csengőd plébánia
- Dunatetétlen lelkészség
- Imrehegy lelkészség
- Kaskantyú plébánia
- Keceli plébániák:
  - Szentháromság plébánia
  - Szentcsalád templom
- Kiskőrös plébánia
- Soltszentimre plébánia
- Soltvadkert plébánia
- Tabdi plébánia
- Tázlár plébánia